# La Puglia Prima di Tutto
La Puglia Prima di Tutto è stato un partito politico italiano di centrodestra operante a livello regionale in Puglia.
Vicino a Forza Italia, aveva come referente politico il deputato, ex ministro ed ex governatore della Regione Raffaele Fitto, che ha fondato il partito il 1º febbraio 2005, sebbene il nome e il logo fossero noti dal 14 dicembre precedente.

## Storia
La Puglia Prima di Tutto nasce come lista a sostegno della rielezione di Fitto a presidente della Puglia nelle elezioni regionali del 2005. Così come per altre liste civiche create da altri candidati di centrodestra, l'obiettivo era tentare di intercettare elettori di centrodestra in un momento di difficoltà di Forza Italia a livello nazionale. Dopo un'iniziale contrarietà dei vertici di FI, la lista poté presentarsi alle elezioni, ottenendo il 9,15% dei voti e 5 dei 70 consiglieri regionali, un risultato che contribuì in modo decisivo al calo di 200000 voti subito dalla lista forzista rispetto alla tornata precedente.
Da febbraio 2009 a gennaio 2014 il coordinatore è stato l'ex deputato dell'UDC Salvatore Greco, che successivamente ha aderito al Nuovo Centrodestra.
Alle elezioni amministrative del 2009 il movimento si è presentato in alleanza con Il Popolo della Libertà nelle province e nei maggiori comuni della Puglia. Nelle province interessate al voto ha conseguito dal 3,67% al 9,61% dei consensi e ha eletto ovunque suoi rappresentanti. Dalla metà dello stesso anno, in concomitanza con gli scandali sessuali su Silvio Berlusconi, è emerso che la escort Patrizia D'Addario, che stando a sue dichiarazioni avrebbe avuto delle relazioni con il presidente del Consiglio, era stata candidata nella lista de La Puglia Prima di Tutto alle elezioni comunali di Bari.
Alle elezioni regionali del 2010 il partito ha appoggiato il candidato di centrodestra Rocco Palese, ottenendo il 7,05% dei voti e quattro consiglieri regionali attestandosi il secondo partito del centrodestra pugliese.
Alle elezioni amministrative del 2012 il partito si presenta in alleanza col Popolo della Libertà in tutti i comuni capoluoghi al voto, ottenendo risultati che variano tra l'1% di Taranto e l'11% di Trani, dove un proprio esponente, Luigi Nicola Riserbato, vince le primarie di centrodestra e viene eletto sindaco, grazie a una coalizione di centrodestra con PdL, Alleanza di Centro e vari movimenti civici.

## Risultati elettorali
|                                        | Voti    | %    | Seggi |
| Regionali 2005                         | 196.281 | 9,15 | 5     |
| Provinciali Foggia 2008                | 13.217  | 3,66 | 1     |
| Provinciali Bari 2009                  | 40.193  | 6,35 | 3     |
| Provinciali Brindisi 2009              | 7.771   | 3,66 | 1     |
| Provinciali Lecce 2009                 | 38.673  | 8,60 | 5     |
| Provinciali Taranto 2009               | 12.850  | 4,54 | 1     |
| Provinciali Barletta-Andria-Trani 2009 | 17.879  | 9,59 | 4     |
| Regionali 2010                         | 139.379 | 7,05 | 4     |